# お早うネットワーク
『お早うネットワーク』（おはようネットワーク）はNRN系の民放ラジオ局全国33局ネットで一部の地域を除き、月曜 - 金曜の朝7時台に放送しているラジオ番組。

## 概要
1968年に単独番組として開始した。1973年より、このタイトルコールを行わず、NRN系 平日朝のネットワーク ニュースゾーンとして継続しているがNRN系列局の栃木放送とRSK山陽放送はネットしていない。
大半の放送局は『生島ヒロシのおはよう一直線』『話題のアンテナ 日本全国8時です』（TBSラジオ）をネット受けしている。一部の局は『おはよう寺ちゃんニュース最前線』（文化放送）をネットする局があり、この時間のネットワークニュースを全系列キー局から受けている局もある。

## 放送形態

### 制作パターン
2018年4月の改編以降、放送形態が3つ存在している（いわゆる企画ネット番組）。以下におけるこのパターン分けは公式なものではなく、当頁における分類上によるものである。
1. Aパターン…月 - 金曜 7:10 - 7:25の15分間、ニッポン放送制作の同時ネット生放送『お早う! ニュースネットワーク』を放送している地域。【CM → タイトル コール・提供アナウンスメント[注 2] → CM → 本編 → CM → 提供アナウンスメント[注 2]】が放送パターン。
2. Bパターン…月 - 金曜まで、ニッポン放送制作・裏送りの5分番組『情報宝島』を放送する地域。【タイトル コール・提供アナウンスメント[注 3] → 本編 → CM → 提供アナウンスメント[注 4]】が放送パターン。
3. Cパターン…前述のパターンに該当する番組をネットせず、自社制作番組などの中に番組スポンサーのCMのみをニッポン放送からネットする地域。

### ニッポン放送 ワイド番組時代
1972年4月7日までは平日 6:00 - 9:30のワイド番組として放送していた。番組終了にともない、番組を分割した編成に変わり、『山谷親平ショー』（7:00 - 8:00）、『高山栄ショー』（8:00 - 9:00）として分割した。

### Aパターン
NRN系の民放ラジオ局 23局ネットで放送している番組で、ニッポン放送は「ニッポン放送 平日帯 朝ワイド番組」に内包している。

#### 平日版
1968年4月、『お早うネットワーク』統一タイトルの30分番組として放送開始。前半10分が、ネット各局ローカル放送で、7時10分から「今朝の焦点」。7時25分から「朝の発言」の2パターン構成だった。
その後、キー局のニッポン放送は1973年10月1日に『山谷親平のお早ようニッポン』を開始した。当該番組を内包して、ネット各局はネットパターンが分かれて「今朝の焦点」、「朝の発言」それぞれをネットする形のパターンと自社制作でスポンサーネットするパターンに分かれたが、「今朝の焦点」「朝の発言」はセットでネットする局が多数を占めた。これ以降は「ニッポン放送のワイド番組内の1コーナー」を全国の局が同時ネットする構成となっている。
1984年11月28日、病気療養中だった山谷親平が死去した。代理パーソナリティで繋いで番組が終了した。1985年4月8日より『高嶋ひでたけのお早よう!中年探偵団』を開始した。以後は内包番組名をリニューアルとともに変更を繰り返した。
1989年、それまで放送された「今朝の焦点」の後枠にあたるゾーンが「ひでたけの世直し研究所」に、「朝の発言」の後枠にあたるゾーンが「一声千両」を経て「石川みゆきのオジさんまるもて新聞」に変わった段階でBパターンとしての概念が誕生した。これによりさらにネットする形が分かれ、当パターンの同時ネット、Bパターンのテープネットに分かれていく。
『中年探偵団』の終了以後は、「ニュースネットワーク」の名称を引き継ぎながら番組変更ごとに改題している。2004年3月22日から森永卓郎が平日夕方放送枠から移動して開始した『森永卓郎の朝はモリタク!もりだくSUN』、『森永卓郎 朝はニッポン一番ノリ!』は「なるほど! ニュースネットワーク」のタイトルで、2007年下半期改編に、上柳昌彦が平日午前枠から移動して開始した『上柳昌彦のお早うGoodDay!』は「GoodDay! ニュースネットワーク」のタイトルで、2010年下半期改編に高嶋が6年振りに平日朝番組枠に復帰した。『高嶋ひでたけのあさラジ!』は、「やじうま ニュースネットワーク」のタイトルで放送した。ここまでは各番組のニュース解説コーナーの一つとして、メインキャスターを森永・上柳・高嶋らが務め、アシスタントがニュース読み、各番組のコメンテーターがニュース解説を担当した。ニッポン放送報道部記者を交えながら、3つ程度の解説を行った。
2018年上半期改編で、平日夕方放送枠から移動した『飯田浩司のOK! Cozy up!』 を開始した事にともない、当該番組は41年振りに『お早う! ニュースネットワーク』に再び改題した。各番組のニュース解説コーナーの一つとして、メインキャスターを飯田が務める部分は変わらないが、ニッポン放送 報道部記者の出演は原則廃止され、アシスタントは提供アナウンスメントのみとなり、内容も複数のニュースではなく、1つか2つのニュースをメインに紹介して、コメンテーターとニュースを解説する形に構成を変更した。

##### 出演者

###### パーソナリティ
- 飯田浩司[注 8]（ニッポン放送アナウンサー）

###### アシスタント
- 新行市佳（月〜木）、内田雄基（金）[注 9][注 10]（両者、ニッポン放送アナウンサー）

###### 日替わり専門家
解説するニュースによって、Aパートの番組にレギュラー出演しているコメンテーターと別の識者と電話を繋ぐ若しくはスタジオにて出演して貰う
- 田北真樹子（当時：産経新聞 政治部官邸キャップ） - 2018年4月19日
- 石丸次郎（アジアプレス・インターナショナル大阪事務所代表） - 2018年4月23日
- 加藤達也（産経新聞社 社会部編集委員、前ソウル支局長） - 2018年4月27日、6月12日
- 浅羽祐樹（政治学者、新潟県立大学国際地域学部教授） - 2018年4月30日、5月22日
- 藤井厳喜（国際政治学者） - 2018年5月9日
- 横田拓也（北朝鮮による拉致被害者家族連絡会 事務局長、拉致被害者横田めぐみの実弟） - 2018年5月15日[注 11]、6月14日
- 鈴木一人（国際政治学者、北海道大学公共政策大学院教授） - 2018年5月25日
- 原田武夫（原田武夫国際戦略情報研究所代表） - 2018年6月11日
- 辛坊治郎（ニュースキャスター、大阪綜合研究所代表、元読売テレビアナウンサー・解説委員長） - 2018年6月19日[注 12][3]
- 渡辺実（防災・危機管理ジャーナリスト、株式会社まちづくり計画研究所 代表取締役） - 2018年7月9日
- 井村尚嗣（フリーアナウンサー、元広島ホームテレビアナウンサー） - 2018年7月11、13日
- 桜林美佐（防衛ジャーナリスト、当時：ニッポン放送報道部契約アナウンサー兼ニュースデスク） - 2018年7月12日[注 13]、2020年7月8、20日
- 中井真奈（フリーアナウンサー、ラジオパーソナリティ） - 2018年9月5日[注 14]
- 小磯誠（ラジオ沖縄アナウンサー、制作報道部長、デスク） - 2018年10月1日、2019年2月25日
- 長嶋修（不動産コンサルタント、さくら事務所 ホームインスペクション会長） - 2018年10月22日
- 黒井文太郎（軍事ジャーナリスト） - 2018年10月24日
- 北丸雄二（ジャーナリスト） - 2018年11月7、8日
- 潮匡人（評論家） - 2018年12月7日、2019年1月22日、2020年6月16日、2021年3月26日
- 前嶋和弘（政治学者、上智大学総合グローバル学部教授） - 2019年2月7日
- 高英起（デイリーNKジャパン編集長） - 2019年2月26日 - 3月1日、2020年4月22日、6月17日
- 林真一郎（ラジオ関西アナウンサー） - 2020年1月17日
- 岡部信彦（川崎市健康安全研究所 所長、元国立感染症研究所感染症情報センター センター長） - 2020年1月20日、2月3日、7月21日、11月18日、12月16日
- 濱田篤郎（東京医科大学病院渡航者医療センター 教授） - 2020年1月27日
- 名村隆寛（産経新聞社 ソウル支局長） - 2020年3月2日、4月16日
- 手島里華（ジャーナリスト、フリーアナウンサー、元ニッポン放送アナウンサー） - 2020年3月19日、6月2日
- 猪口正孝（東京都医師会副会長、医療法人社団直和会理事長、東京都災害医療コーディネーター） - 2020年3月26日、4月2日、7月3日
- 尾﨑治夫（東京都医師会 会長） - 2020年4月3日、11月19日
- 黒岩祐治（神奈川県知事、元フジテレビ報道部記者、ニュースキャスター） - 2020年4月23日
- 武見敬三（参議院議員、厚生労働副大臣、自民党新型コロナウイルス関連肺炎対策本部 顧問） - 2020年4月28日、9月8日、11月17日
- 佐藤正久（参議院議員、前外務副大臣） - 2020年5月12日
- 森下竜一（大阪大学大学院　医学系研究科臨床遺伝子治療学 教授） - 2020年5月19日、8月25日
- 若狭勝（弁護士、元衆議院議員、元日本ファーストの会代表、元東京地検特別捜査部副部長） - 2020年6月19日
- 石平（評論家） - 2020年6月23日
- 佐々木泰行（早稲田大学商学学術院主任研究員、元リーマンブラザーズ証券シニアアナリスト） - 2020年6月30日、8月11日
- 石井大智（香港中文大学博士課程、ティーチングアシスタント） - 2020年7月1日
- 三島さやか（信越放送アナウンサー） - 2020年7月9日
- 村上隆二（南日本放送アナウンサー） - 2020年7月10日
- 角田徹（東京都医師会副会長、角田外科消化器科医院院長） - 2020年7月15、17、24日
- 松岡隼人（熊本県人吉市長） - 2020年8月4日
- 高橋和夫（国際政治学者、先端技術安全保障研究所会長、放送大学名誉教授） - 2020年8月6日
- 森永康平（経済アナリスト、株式会社マネネ 代表取締役社長） - 2020年8月18日
- 須田慎一郎（ジャーナリスト） - 2020年8月31日[注 15]、9月11日
- 渡瀬裕哉（国際政治アナリスト、パシフィック・アライアンス総研所長、早稲田大学公共政策研究所招聘研究員） - 2020年9月1日
- 石井裕（南房総市長） - 2020年9月9日
- 松川るい（参議院議員、元外交官） - 2020年9月15日
- 石破茂（衆議院議員、元防衛大臣、地方創生担当大臣、自由民主党幹事長） - 2020年9月16日
- 伊藤祐靖（元海上自衛官2等海佐） - 2020年9月22日
- 宮家邦彦（キヤノングローバル戦略研究所 研究主幹、元外交官） - 2020年10月1日[注 16]
- 黒瀬悦成（産経新聞ワシントン支局長） - 2020年10月13日、11月4、6、9、12日
- 辰巳由紀（スティムソンセンター（英語版）東アジア共同部長、キヤノングローバル戦略研究所 主任研究員） - 2020年11月5日
- 近藤久禎（厚生労働省DMAT（災害派遣医療チーム）事務局長） - 2020年12月17日
- 金子洋一（元参議院議員、OECDエコノミスト、中央大学大学院客員教授） - 2020年12月25日
- 岡山裕（慶應義塾大学法学部教授） - 2021年1月7日、21日
- 野村修也（弁護士、中央大学法科大学院教授） - 2021年1月29日
- 石谷崇史（音楽ドキュメンタリー作家） - 2021年2月9日
- 鈴木一人（東京大学公共政策大学院教授、元北海道大学公共政策大学院、法学研究科・法学部教授、スラブ・ユーラシア研究センター共同研究員） - 2021年3月18日
- 廣瀬陽子（慶應義塾大学総合政策学部教授・大学院政策・メディア研究科委員） - 2021年6月17日
- 徳本光太朗（RKK熊本放送報道部記者） - 2021年7月5日
- 増田剛（SBS静岡放送報道部記者） - 2021年7月8、9日
- 高市早苗[4][5][6][7][8]（衆議院議員、元総務大臣）
- 菅原出（国際政治アナリスト） - 2021年8月19日

##### ネット局
記述の無い局は単独番組として放送されている。
ネット局は全て「radiko」・「radikoプレミアム」で聴取可能。
| 放送地域       | 放送局名                      | 内包番組                         | 備考                                                 |
| -------------- | ----------------------------- | -------------------------------- | ---------------------------------------------------- |
| 関東広域圏     | ニッポン放送（LF）            | 「飯田浩司のOK! Cozy up!」       | 【制作局】                                           |
| 北海道         | STVラジオ                     | 「北海道ライブ あさミミ!」       |                                                      |
| 青森県         | 青森放送（RAB）               | 「朝わい!くりっぷ」              |                                                      |
| 岩手県         | IBC岩手放送（IBC）            | 「朝からRADIO」                  |                                                      |
| 宮城県         | 東北放送（tbc）               | 「goodモーニング」               | 2025年4月1日よりネット開始                           |
| 秋田県         | 秋田放送（ABS）               |                                  |                                                      |
| 山形県         | 山形放送（YBC）               | 「グッとモーニン!!」             |                                                      |
| 茨城県         | LuckyFM茨城放送（LuckyFM）    | 「Morningナビ!!」                | 2011年10月3日よりネット開始                          |
| 山梨県         | 山梨放送（YBS）               | 「909morning」                   | 2023年10月2日よりネット開始                          |
| 長野県         | 信越放送（SBC）               | 「モーニングワイド ラジオJ」     |                                                      |
| 富山県         | 北日本放送（KNB）             |                                  | 2023年9月29日まで「KNBモーニングすくらんぶる」に内包 |
| 石川県         | 北陸放送（MRO）               |                                  |                                                      |
| 福井県         | 福井放送（FBC）               | 「良ーいドン!!」                 |                                                      |
| 和歌山県       | 和歌山放送（wbs）             | 「グッディ!」                    |                                                      |
| 山口県         | 山口放送（KRY）               | 「KRY Morning Up」               |                                                      |
| 島根県・鳥取県 | 山陰放送（BSS）               |                                  |                                                      |
| 香川県         | 西日本放送（RNC）             | 「さわやかラジオ ラ·フレッシュ」 |                                                      |
| 高知県         | 高知放送（RKC）               |                                  |                                                      |
| 徳島県         | 四国放送（JRT）               |                                  |                                                      |
| 長崎県・佐賀県 | 長崎放送（NBC） NBCラジオ佐賀 | 「早版!! あさかラ!」             |                                                      |
| 大分県         | 大分放送（OBS）               | 「モーニングエナジー」           |                                                      |
| 宮崎県         | 宮崎放送（mrt）               | 「おはよう!ニュースキャッチ」    |                                                      |
| 鹿児島県       | 南日本放送（MBC）             | 「モーニングスマイル」           |                                                      |

##### 変則ネット
ニッポン放送はクリスマスの12月25日が平日の場合は『ラジオ・チャリティー・ミュージックソン』編成のため、ネット局向けの裏送りとなり、直近の生放送日に当日のニュース、コメンテーターではなく、別途前日に収録した音源、コメンテーターもテーマに沿った人物をブッキングして番組収録を行った分を放送する。2019年までは『ニッポン放送新春スペシャル（特番）』（1月1日）時と5年に1度 編成するニッポン放送の開局記念特番組編成時も当該時間帯のワイド番組が休止の場合はネットワークニュースはネット局のみ、ニッポン放送からの裏送りで事前収録で編成した。2021年の元日は通常通りに編成したため、通常通りのネット構成にしたが飯田単独の番組とし、天皇の年頭所感をノーカットで放送した後、飯田自身が所感を語る構成とした。2024年は元日、2日が『OK! Cozy up!』未編成であったため、2019年以前同様、前年時に収録した裏送り向け音源で編成したが、令和6年能登半島地震発生にともない、発生数時間後に地震情報担当のため、急遽出勤した新行、内田、前島花音らではなく、2日に通常生番組対応で出勤した熊谷実帆が通常構成ではなくライフライン情報をメインに放送した。

#### 土曜版
1980年代は平日版と同じタイトルで放送した。1985年4月改編で開始した『くず哲也のほいきた!土曜日一番のり』からは平日版のパーソナリティ名を変えた同名タイトルで開始した。1986年7月に開始した『山口良一のそれゆけ!土曜日行進曲』でも同様の形式を採っていた。
1989年4月に開始した、土曜朝ワイド番組『（トキちゃん・理恵の）目覚ましかぼちゃモーニング』では「我ら アドベンチャーファミリー」のタイトルで放送した。後番組『土曜だ!いい朝KOASAクン』で内包した「おはよう事件フラッシュ」迄はNRN系列局では、ニッポン放送の制作で同時ネットで放送した。
1999年7月、ニッポン放送は『お願い!DJ!克也とミッちゃんはっぴぃウィークエンド』を開始したが、当番組の開始をきっかけに同局制作の裏送りに変更した。ニッポン放送は土曜日のみ、Cパターンへ移行した。同時期にネット局は平日版と同じ放送枠で「アミューズメントワールド」を開始した。常倉と『中年探偵団』のアシスタントがパーソナリティを務めた「トキちゃんのアミューズメントワールド」の内包番組名で放送していたが、2003年に常倉が死去した。以後は冠を外して放送を継続した。冨田憲子 → 増田みのり → 垣花正 → 上柳昌彦と変遷していったが、2008年9月27日で番組終了と同時に土曜版は廃止した。

### Bパターン
Bパターンの「情報宝島」（じょうほうたからじま）はNRN系の民放ラジオ局 10局ネットで放送している番組。正式な番組タイトルは『畑中秀哉の情報宝島』（はたなかひでやのじょうほうたからじま）。

#### 概要
ニッポン放送 制作でネット局へ裏送りで放送している。番組は畑中が1人で放送原稿を読み上げるだけである。取り上げる内容は「今日は何の日」のようなもので、時事にかかわる話、ニュースの裏側の解説等、多彩かつ多岐に渡る。このゾーンはニッポン放送で月曜 - 金曜 午前7時25分から放送していた「朝の発言」、後番組「一声千両」を引き継いだもので、ニッポン放送が1989年より、当枠を自社制作枠に切り替えた際にネット局向けに開始したものである。
2009年10月頃から、毎週金曜日は「私の町のお宝情報」と銘打ち、リスナーからの投書を紹介する物となり、採用されると採用者にしか分からないノベルティ「ニッポン放送特製『宝のしましま』」を複数枚贈呈した。木曜日は「にっぽん宝探し」と題して、毎週1つの都道府県にスポットを当て、それについての観光・文化・社会について述べるコーナーがある。かつては高嶋ひでたけ、比嘉憲雄が担当した。提供アナウンスメントは2018年3月までは那須恵理子が行っていた。2018年4月より、ニッポン放送のAパターンとともに新行市佳に統一した。
土曜の放送は2008年9月をもって終了した。
A・Bの両方の放送は2023年10月現在、秋田放送・山形放送・高知放送・大分放送の4局である。ただし、Aパターンと協賛スポンサーが重複するために「情報宝島」についてはノンスポンサーの扱いで放送している。高知放送はAパターンの放送が終わった後に「情報宝島」を連続で放送する。高嶋担当の頃は同様のパターンの放送局が多かったが、比嘉に変更してからは秋田放送・高知放送に山口放送を加えた3局のみとなった。

##### ネット局の動向
- 福井放送と大分放送[注 26]も以前は当番組を放送していたが、2003年から、Aパターンに変更し、同時ネットに切り替わった。
- 北陸放送は2006年4月から平日のみ、Aパターンに移行。2008年4月からは土曜日もAパターンに移行した。逆に、ラジオ沖縄は2018年10月1日を以って、Aパターンから当該パターンに変更した。
- 長年ネットしていなかったKBS京都ラジオは2013年4月より、Bパターンで開始した。
- 東北放送ではBパターンとCパターン双方への移行を繰り返している。長年に渡って当番組をネットしてきたが、『あさナビ』を放送することにともない、2014年4月からCパターンに移行した。しかし、『あさナビ』を一旦終了したことにともない、2016年3月28日からBパターンの放送へ戻した[9]。2019年4月1日より『あさナビ』のネット再開に合わせて、BパターンからCパターンに再び移行したが、『あさナビ』のネット終了により2023年10月2日より再びBパターンへ戻している。2025年4月1日よりBパターンからAパターンへ移行した。
- 山梨放送も当番組をネットして来たが、2023年秋の改編（『歌のない歌謡曲』の終了と『ラララ♪モーニング』の放送時間拡大）にともない、2023年10月2日よりBパターンからAパターンへ移行した。

#### 出演者
パーソナリティ
- 畑中秀哉（ニッポン放送 報道スポーツコンテンツセンター副部長、記者）

ナレーション（提供アナウンスメント）
- 新行市佳（ニッポン放送アナウンサー）[注 27]

Aパターンと双方を放送する秋田放送・山形放送・高知放送はノンスポンサーで、新行の提供アナウンスメントはない。秋田放送は独自のオープニング・エンディングを流す。山形放送・高知放送はオープニングがなく、放送開始時間になると畑中の挨拶で番組が始まる。山形放送・高知放送はエンディング曲（DEPAPEPEの『Morning Smile』）が他のネット局よりも長めに流れる。

#### ネット局
内包番組が無い場合は単独番組として放送される。放送時間の早い順から記載。
| 放送地域       | 放送局名          | 放送時間    | 内包番組                                                                                 | 備考                                                   |
| -------------- | ----------------- | ----------- | ---------------------------------------------------------------------------------------- | ------------------------------------------------------ |
| 山形県         | 山形放送（YBC）   | 5:00 - 5:05 |                                                                                          | 2021年3月29日より放送開始。2023年度までは5:20 - 5:25。 |
| 秋田県         | 秋田放送（ABS）   | 6:55 - 7:00 |                                                                                          |                                                        |
| 福島県         | ラジオ福島（rfc） | 7:05 - 7:09 | 「レディ・オン」                                                                         |                                                        |
| 新潟県         | 新潟放送（BSN）   | 7:05 - 7:10 | 「石塚かおりのBrand New Day」                                                            |                                                        |
| 熊本県         | 熊本放送（RKK）   | 7:15 - 7:20 | 「Wakey Wakey!」                                                                         |                                                        |
| 沖縄県         | ラジオ沖縄（ROK） | 7:20 - 7:25 | 「SPLASH!!!」                                                                            | 2018年10月よりネット開始                               |
| 愛媛県         | 南海放送（RNB）   | 7:25 - 7:30 | 「山下泰則のモーニングディライト（月曜 - 木曜） 江刺伯洋のモーニングディライト（金曜）」 |                                                        |
| 高知県         | 高知放送（RKC）   | 7:25 - 7:30 |                                                                                          |                                                        |
| 京都府・滋賀県 | KBS京都 KBS滋賀   | 7:34 - 7:39 | 「笑福亭晃瓶のほっかほかラジオ」                                                         |                                                        |
| 大分県         | 大分放送（OBS）   | 7:40 - 7:45 | 「モーニングエナジー」                                                                   | 2023年10月2日よりネット再開                            |

### Cパターン
NRN系の民放ラジオ局 5局で放送するパターンでCMのみをネットしている「企画ネット」扱いである。

#### 概要
実施局は静岡放送、東海ラジオ、MBSラジオ、中国放送、九州朝日放送の5局である。局によって放送時間は異なるが月 - 金曜の5 - 15分間、自社制作番組を放送した。
東海ラジオ、静岡放送は自社制作番組を放送する前は平日は「情報宝島」を放送していた。土曜日は上記の5局の他、Aパターン・Bパターンの放送局も行なっていたが、2017年3月をもって土曜日の放送を終了した。
上記の通り、1999年7月 - 2008年9月27日まではニッポン放送も土曜日のみ、Cパターンで放送した。

#### 実施局
放送時間の早い順から記載。
| 放送地域         | 放送局                          | 放送時間    | 内包番組 当番組のタイトル名 | 備考 |
| ---------------- | ------------------------------- | ----------- | --- | --- |
| 近畿広域圏       | MBSラジオ                       | 7:01 - 7:06 | 『上泉雄一のええなぁ!』内 「MBSニュース」 | 平日 - 『おはようMBS』は「今朝の焦点〜毎日ニュース〜」 『おはよう川村龍一です』は「夜討ち朝駆け ホットな情報〜毎日ニュース〜」であったが 『はやみみラジオ!水野晶子です』以降では定時ニュースの前後にCMを放送している。土曜 - 『おはよう!松井さんちの土曜日です』前期までのタイトルは平日版と同じ。 後期に「毎日ニュース」と改称した後に、定時ニュースのスポンサードとなる。 |
| 静岡県           | 静岡放送（SBS）                 | 7:08 - 7:15 | 『IPPO』内 「Up-to-date News」 | ニュースの内容は「静岡新聞ニュース」で、交通情報も合わせて放送。 『とれたてラジオ〜One to one〜』→『朝だす!』→『朝番長』及び現行の『IPPO』の前期（2021年9月まで）は「静岡新聞ニュース」のタイトルで放送。 2000年代に入る前までは『情報宝島』をネットしていた。 |
| 中京広域圏       | 東海ラジオ （SF / TOKAI RADIO） | 7:08 - 7:13 | 『GRooVE929』内 「Dig One」 | 平日 - 『伊藤春雄のさん!さん!モーニング』は「ひと声千両! この人にきく」 『小島一宏 morning あい land』は「アイランドBOX」 『源石和輝 モルゲン!!』は「くらべるモルゲン」 『矢野きよ実の朝は矢野流』『小島一宏 モーニングッド!』は「今日のピックアップ」としてそれぞれ放送。土曜 - 『心ひらいて 土曜がイチバン』に「週刊レポート」 『サタデーパーク アマチン通り』に「週刊トピックス」としてそれぞれ放送。 |
| 広島県           | 中国放送（RCC）                 | 7:12 - 7:24 | 『本名正憲のおはようラジオ』内 「おはようフォーカス」 | 自社制作 平日朝ワイド番組のタイトルは『おはようラジオ』だが、開始当初は「けさの焦点」。 改題後から、2010年3月までは「夜うち朝がけリンリン情報」。 |
| 福岡県           | KBCラジオ                       | 7:35 - 7:50 | 『アサデス。ラジオ』内 「ニュース ここ大事!」 | 『中村もときの通勤ラジオ』は「今朝のスポットライト」 『武内裕之That's On Time』は「That'sフォーカス」 『Morning Wave』は「ニュース・クローズアップ」 『川上政行 朝からしゃべりずき!』は「しゃべりずき!インサイド」 『小林徹夫のアサデス。ラジオ』では2020年9月まで「フォーカス・イン」 『アサデス。ラジオ』では2022年3月まで「大事なニュース ここ大事!」 としてそれぞれ放送。 『長谷川ひろし おはよう7』はニッポン放送でかつて使用されていた「けさの焦点」 それより前及び土曜日にはニッポン放送と同一の「世直し研究所」を使用。 |
| 過去のパターン局 |                                 |             | | |
| 関東広域圏       | ニッポン放送（LF）              | 7:18 - 7:30 | 『お願い!DJ! 克也とミッちゃんはっぴぃウィークエンド』 ↓ 『お願い!DJ! 克也とのりちゃんはっぴぃウィークエンド』 ↓ 『お願い!DJ! 小林克也はっぴぃウィークエンド』 内 「かけまくリクエスト」 | 1999年7月10日 - 2007年3月24日に編成。2007年4月からは『栗村智 あなたと朝イチバン』内「栗村智のHappy!ニッポン!」のコーナー後にCMを入れることで対応した。 これは当該番組が政府広報番組かつ全国ネットであったことによる。 |